# Thallomys
Thallomys is een geslacht van knaagdieren uit de muizen en ratten van de Oude Wereld (Murinae) dat voorkomt van Zuid-Ethiopië en Zuid-Somalië tot West-Angola en Zuid-Afrika. Dit geslacht is eerder tot het ondergeslacht Aethomys van het geslacht Rattus gerekend. Later is duidelijk geworden dat Thallomys niet nauw verwant is aan Rattus; in plaats daarvan werd een verwantschap met het fossiele Europese geslacht Parapodemus voorgesteld. Nu worden ze met onder andere Oenomys, Thamnomys en Grammomys tot de Oenomys-divisie gerekend, maar de verwantschappen van dit geslacht zijn nog niet erg duidelijk.
Deze dieren hebben een grijze vacht aan de bovenkant en een witte aan de onderkant. Ook de voeten zijn wit, maar de oren zijn bruin. De vacht is lang en dik. De vrij lange staart is zwart of bruin. De totale lengte bedraagt 28 tot 36 cm, de staartlengte 14 tot 19 cm en het gewicht 63 tot 160 gram.
Thallomys-soorten komen voor op de savanne, waar ze grote bomen met gaten erin nodig hebben om in te nestelen. De dieren eten bladeren, twijgen, fruit, boombast en ander plantaardig materiaal; mogelijk eten ze ook insecten. Vrouwtjes krijgen twee tot vijf jongen per nest; jongen worden in de zomer geboren. De dieren bouwen nesten van twijgen in boomholtes. Deze nesten worden door tot acht dieren gedeeld.
Er zijn vier soorten:
- Thallomys loringi (Oost-Kenia, Noord- en Oost-Tanzania)
- Thallomys nigricauda (Angola en Zuidoost-Zambia tot Noord-Zuid-Afrika)
- Thallomys paedulcus (Zuid-Ethiopië tot Noordoost-Zuid-Afrika)
- Thallomys shortridgei (Noord-Kaap in Zuid-Afrika)